# 25714 Aprillee
25714 Aprillee è un asteroide della fascia principale. Scoperto nel 2000, presenta un'orbita caratterizzata da un semiasse maggiore pari a 2,9236868 UA e da un'eccentricità di 0,0830868, inclinata di 6,09295° rispetto all'eclittica.
L'asteroide è intitolato a April S. Lee (1991), studentessa premiata nel 2009 al concorso internazionale Intel per la Scienza e l'Ingegneria.